# Chris Crawford
Chris Crawford (Houston, 1950) és un físic i dissenyador de videojocs estatunidenc. Màster en física per la Universitat de Missouri i professor d'aquesta matèria durant anys, va iniciar la seva carrera com a dissenyador de videojocs el 1979 a Atari. Després d'aquesta etapa, va crear nombrosos videojocs d'èxit per a Macintosh fins que va abandonar aquest camp per centrar-se en els sistemes de narració interactiva, dels quals la tecnologia Storytron n'és el resultat més visible.
És el creador del primer periòdic sobre disseny de videojocs, The Journal of Computer Game Design, i fundador de la Game Developers' Conference, amb més de deu mil assistents cada any. Ha impartit conferències en universitats d'arreu del món i és autor dels llibres The art of computer game design (1982), considerat un pioner en la teoria dels videojocs, i The art of interactive design (2002), així com d'onze videojocs, dels quals destaquen Eastern front (1981), Balance of power (1985) i Patton versus Rommel (1986), entre d'altres.